# Stazione di Torino Dora
A Stazione di Torino Dora egy 2009-ben bezárt vasútállomás Olaszországban, Piemont régióban, Torinóban.

## Vasútvonalak
Az állomást az alábbi vasútvonalak érintik:
- Torino–Milánó-vasútvonal
- Torino Dora–Torino Vanchiglia railway

## Kapcsolódó állomások
A vasútállomáshoz az alábbi állomások vannak a legközelebb:
- Stazione di Torino Porta Susa (1856)